# 워 로봇
워 로봇(War robots)은 픽소닉이 개발한 TPS 슈팅, 멀티플레이 모바일 게임이다. 한국어를 포함한 17개 언어를 지원한다.

## 게임 플레이
워 로봇에서 플레이어는 다양한 로봇들로 다양한 모드를 플레이할 수 있다. 로봇을 구매 할려면 재료가 필요하고 로봇 마다 요구하는 재료 종류와 개수 가 다르다. 모드는 플레이어 레벨에 따라 해제 되고 모두 목표가 다르다. 재료 같은 건 게임을 플레이 하여 얻을루 있다. 또 점수와 레벨을 올릴려면 게임에서 재공하는 '명예 포인트' 와 '트로피'를 얻어야 한다.

## 성과
에플 앱 스토어에선 별점 4.75, 평가자 4,475,000명을 기록했고, 총 수익은 2021년 3월 4일 5억 달러를 돌파했다.

## 공식 스토어
PIXONIC LLC는 2021년 10월 16일 워 로봇 공식 스토어를 개설했다. War Robots 티셔츠와 다양한 로봇을 특징으로 하는 맞춤형 디자인의 상품을 판매 하고 있다.